# Philippe Pollet-Villard

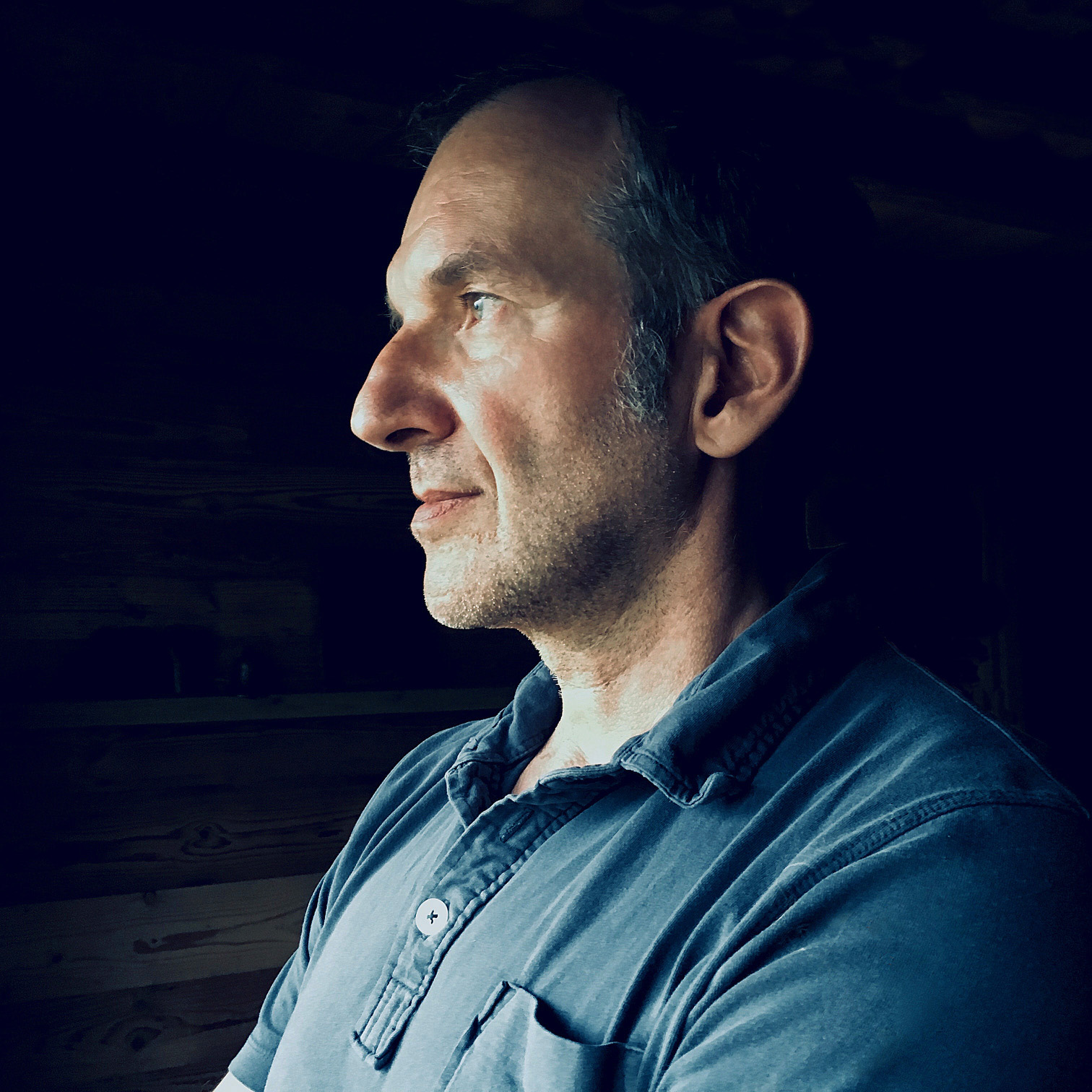
Philippe Pollet-Villard, 2018

Philippe Pollet-Villard (* 30. Oktober 1960 in Annecy) ist ein französischer Regisseur, Drehbuchautor und Schauspieler. Im Jahr 2008 gewann er einen Oscar für seinen Kurzfilm Mozart der Taschendiebe.

## Leben
Nach seinem Studium an der École des Beaux-Arts d'Annecy zog Pollet-Villard nach Paris und arbeitete dort in der Werbebranche. Dort lernte er die Grundlagen von Fotografie und Illustration und besuchte Theaterregie-Kurse. 
Ende der 1990er begann er seine Filmkarriere zunächst als Schauspieler in dem Kurzfilm L'Interview. 2000 führte er bei dem Film Jacqueline dans ma vitrine erstmals Regie, zusätzlich schrieb er das Drehbuch und trat auch als Schauspieler in Erscheinung. Auch bei den folgenden Kurzfilmen La baguette, Vigiles und Le Mozart des pickpockets nahm er diese drei Rollen ein.
Für den 31-minütigen Kurzfilm Mozart der Taschendiebe gewann Pollet-Villard bei der Oscarverleihung 2008 einen Oscar in der Kategorie Bester Kurzfilm. Des Weiteren gewann er den César für den besten Kurzfilm sowie jeweils zwei Preise beim Festival du Court-Métrage de Clermont-Ferrand und bei der Preisverleihung der Lutins du Court-Métrage.

## Filmografie
Als Schauspieler
- 1998: L'Interview (Kurzfilm)
- 2000: Une femme d'extérieur
- 2000: Jacqueline dans ma vitrine
- 2004: La baguette (Kurzfilm)
- 2004: Nicole et Daniel (Kurzfilm)
- 2005: Vigiles (Kurzfilm)
- 2006: Mozart der Taschendiebe (Le Mozart des pickpockets) (Kurzfilm)
- 2006: Mentir un peu (TV)
- 2013: Joséphine

Als Regisseur und Autor
- 2000: Jacqueline dans ma vitrine
- 2004: La baguette (Kurzfilm)
- 2005: Vigiles (Kurzfilm)
- 2006: Mozart der Taschendiebe (Le Mozart des pickpockets) (Kurzfilm)